# Turbulence (album de Steve Howe)
Pour les articles homonymes, voir Turbulence (homonymie).
Turbulence est le troisième album solo de Steve Howe, guitariste du groupe Yes, sorti en 1991. Il s'agit de la première sortie solo de Howe depuis 1979, avec son groupe comprenant l'ancien batteur de Yes Bill Bruford et l'ancien claviériste et violoniste de Ultravox Billy Currie. L'album est composé d'instrumentaux à base de guitare, présentant différents genres musicaux qui ont influencé Howe. "Sensitive Chaos" contient une mélodie qui serait également utilisée dans "I Would Have Waited Forever", la chanson d'ouverture de l'album de Yes, Union, sortit en 1991.

## Titres
1. Turbulence
2. Hint Hint
3. Running the Human Race
4. The Inner Battle
5. Novalis
6. Fine Line
7. Sensitive Chaos
8. Corkscrew
9. While Rome's Burning
10. From a Place Where Time Runs Slow

## Participants
- Steve Howe : guitares, dobro, mandoline, koto, claviers sur 9, percussions sur 5 et 8, basse, séquences de vieille à roue, effets sonores, arrangements, ingénieur, production.
- Billy Currie : claviers et violon alto.
- Andrew Lucas : orgue
- Bill Bruford : batterie sauf sur 3, 6 et 8
- Nigel Glockner : batterie sur 3 et 6